# Paolo Reyna
Pour les articles homonymes, voir Reyna.
Paolo Reyna, né le 13 octobre 2001 à Tacna au Pérou, est un footballeur international péruvien qui évolue au poste d'arrière gauche au FBC Melgar.

## Biographie

### En club
Né à Tacna au Pérou, Paolo Reyna est formé par le Mariscal Cáceres de Calana et le Coronel Bolognesi avant de rejoindre le FBC Melgar. Il joue son premier match en professionnel avec ce club le 23 février 2019, face à l'Ayacucho FC, en championnat. Il est titularisé et son les deux équipes se neutralisent (1-1 score final).

### En sélection
Paolo Reyna compte deux sélections avec l'équipe du Pérou des moins de 20 ans, pour deux titularisations en décembre 2020.
Paolo Reyna est convoqué avec l'équipe nationale du Pérou dans une liste de 50 joueurs pour participer la Copa América 2021, mais il ne figure pas dans la liste finale pour prendre part à la compétition. Il honore finalement sa première sélection avec le Pérou le 20 novembre 2022 contre la Bolivie. Il est titularisé et son équipe s'impose par un but à zéro,.

## Palmarès
FBC Melgar
- Championnat du Pérou :
  - Vice-champion : 2022.
- Tournoi d'ouverture (1) :
  - Vainqueur : 2022-A.